# AOS-71
AOS-71 – pierwszy polski motoszybowiec z napędem elektrycznym skonstruowany przez zespół inżynierów z Politechniki Warszawskiej i Politechniki Rzeszowskiej. Nazwa oznacza konstrukcję powstałą w Akademickim Ośrodku Szybowcowym, siódmą na Politechnice Warszawskiej i pierwszą na Politechnice Rzeszowskiej.

## Historia
W 2006 r. w Akademickim Ośrodku Szybowcowym na lądowisku w Bezmiechowej utworzono Międzyuczelniane Wielofunkcyjne Lotnicze Laboratorium Naukowo-Badawcze, które przystąpiło do opracowania motoszybowca doświadczalnego AOS-71 (wcześniej oznaczonego jako PW-10). Kierownikiem projektu został prof. dr hab. inż. Marek Orkisz z Politechniki Rzeszowskiej a głównym konstruktorem mgr inż. Wojciech Frączek z Politechniki Warszawskiej.
Zgodnie z założeniami miał to być dwumiejscowy szybowiec wyposażony w silnik elektryczny, służący jako laboratorium lotnicze używane w Międzyuczelnianym Wielofunkcyjnym Lotniczym Laboratorium Naukowo-Badawczym w Bezmiechowej do badań nad profilami aerodynamicznymi, różnymi typami śmigieł lub nad wykorzystaniem odnawialnych źródeł energii do napędu statków powietrznych i in. Może również służyć do szkolenia podstawowego pilotów, nauki podstawowej akrobacji, do startów w zawodach, do lotów rekreacyjnych i pasażerskich, a także do patrolowania lasów. 
Projekt opracowania i budowy prototypu dwumiejscowego motoszybowca z napędem elektrycznym był realizowany w ramach programu "Inicjatywa Technologiczna", finansowanego z Narodowego Centrum Badań i Rozwoju przez Politechnikę Rzeszowską i Politechnikę Warszawską.
Od 2006 r. rozpoczęły się prace nad zbudowaniem makiety funkcjonalnej kabiny motoszybowca, właściwe prace projektowe rozpoczęły się w lipcu 2008 r. Skrzydło i usterzenie przygotowano we współpracy z Zakładem Szybowcowym "Jeżów". W Jeżowie zostały wykonane również okucia oraz układy sterowania. W 2009 r. w Olecku wykonano kompozytowe modele kadłuba, na podstawie których na Politechnice Warszawskiej przygotowano foremniki do jego budowy. 
Próby statyczne wykonano w lipcu 2011 r. na Politechnice Rzeszowskiej, następnie przeprowadzono próby rezonansowe w Instytucie Lotnictwa. Po ich zakończeniu motoszybowiec został dopuszczony przez Prezesa Urzędu Lotnictwa Cywilnego do prób w locie. 23 czerwca 2012 r. pilot doświadczalny I kl. mgr inż. Jerzy Kędzierski dokonał oblotu wersji szybowcowej (ze schowanym silnikiem), oznaczonej znakami rejestracyjnymi SP-8071, na lotnisku Warszawa Babice. 20 grudnia 2012 r. na lotnisku w Mielcu motoszybowiec został oblatany w locie z silnikiem przez pilota doświadczalnego I kl. mgr inż. Bogusława Mrozka. 
Motoszybowiec był prezentowany podczas piątych Targów Kompozyt Expo w Krakowie w 2014 r., gdzie został nagrodzony oraz podczas 23 edycji Targów AERO Friedrichshafen 2015.

## Konstrukcja

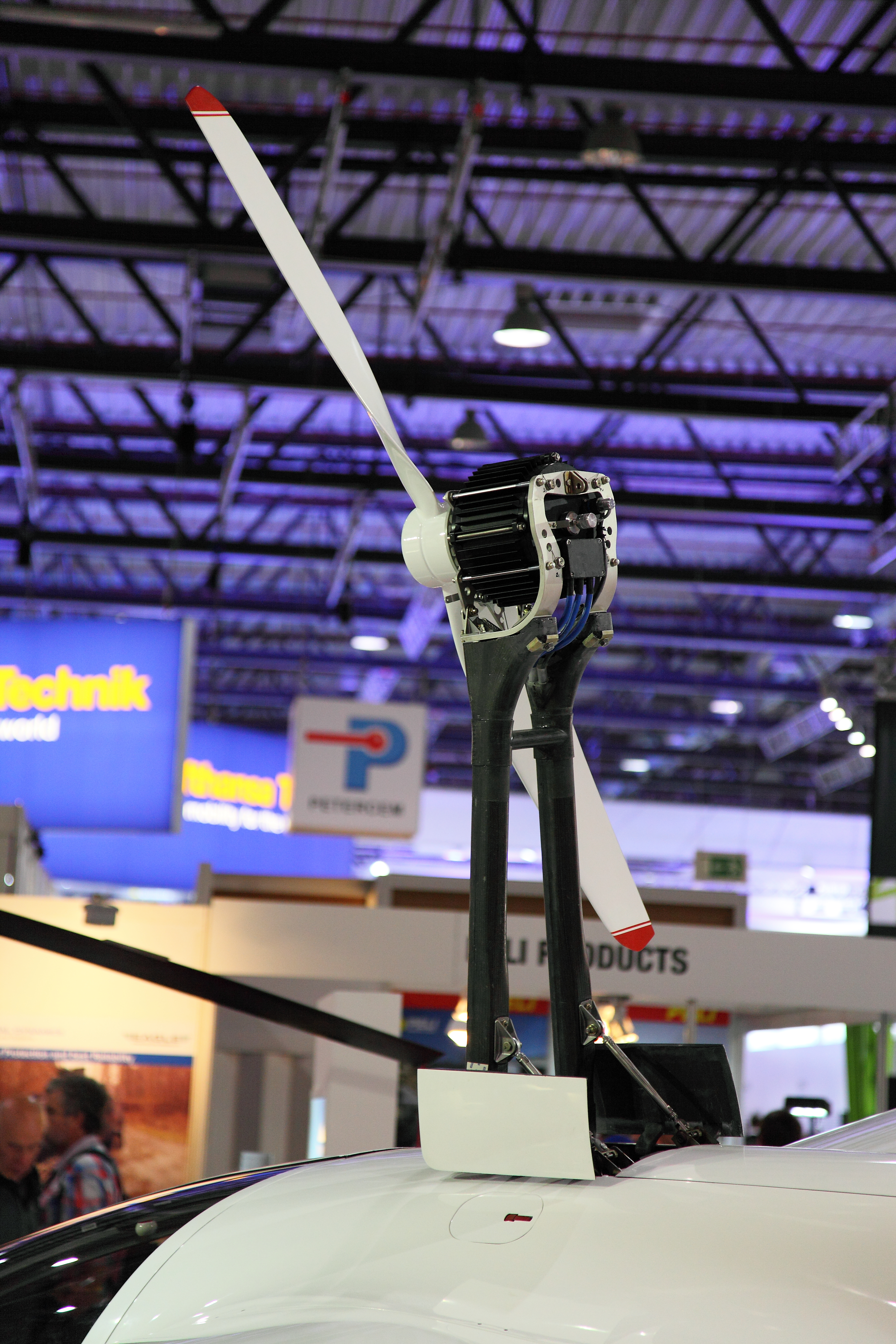
Silnik Sineton A37K015

Dwumiejscowy motoszybowiec w układzie górnopłata wykonany z hybrydowych kompozytów. 
Skrzydło jednodźwigarowe, o obrysie prostokątnym z zaokrąglonymi końcówkami. Wyposażone w lotki z napędem popychaczowym, płytowe hamulce aerodynamiczne wysuwane na górnej powierzchni skrzydła. Na końcach skrzydeł znajdują się dodatkowe kółka ułatwiające start. W kesonie skrzydła zamontowane baterie akumulatorów (dwa pakiety po 24 ogniwa) o łącznej masie ok. 50 kg.
Kadłub o konstrukcji skorupowej wykonany jako całość ze statecznikiem pionowym. Kabina zakryta z miejscami obok siebie, osłonięta dwuczęściową limuzyną otwieraną do przodu i do góry. Lewy fotel przewidziany jest dla pilota, dlatego też przyrządy pokładowe umieszczone są wyłącznie po lewej stronie tablicy przyrządów. Prawy fotel przewidziany jest dla operatora aparatury badawczej lub pasażera.
Podwozie jednotorowe z kółkiem przednim, kołem głównym (osłoniętym owiewką) i kółkiem ogonowym.
Napęd: chowany, trójfazowy elektryczny silnik synchroniczny Sineton A37K015 o mocy 30 kW zasilany akumulatorami litowo-polimerowymi firmy Kokam umieszczonymi w skrzydłach. Pakiety z akumulatorami wykonała  firma  Wamtechnik z Piaseczna. Śmigło dwułopatowe wykonane z kompozytu węglowego. Baterie pozwalają na godzinny lot po starcie za wyciągarką lub na około 20 minut przy starcie samodzielnym. Pełne naładowanie baterii jest możliwe w ciągu 3,5 godziny.

## Przypisy

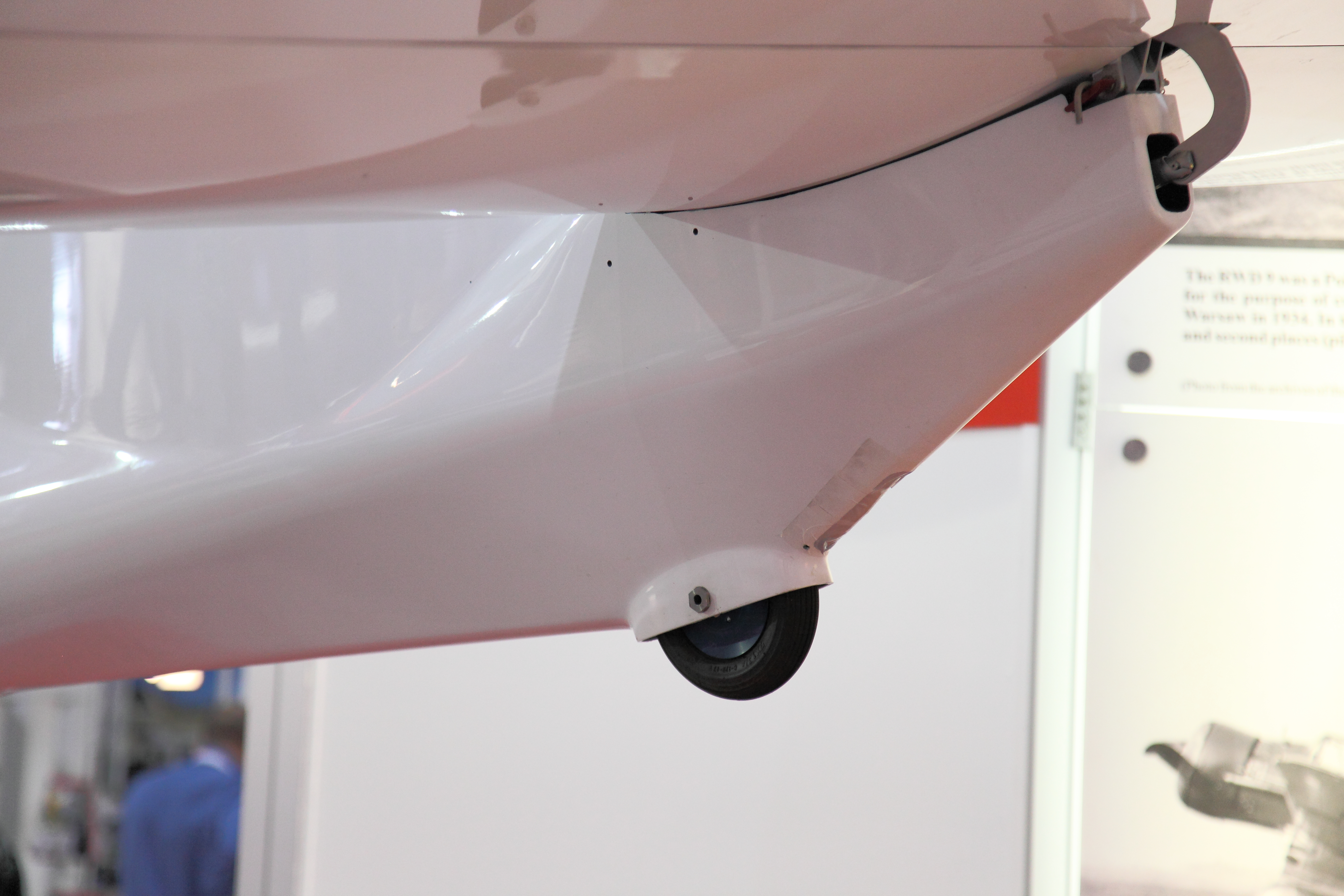
Kółko ogonowe szybowca